# Herd Culling
Herd Culling è un singolo del gruppo musicale britannico Porcupine Tree, pubblicato il 20 maggio 2022 come terzo estratto dall'undicesimo album in studio Closure/Continuation.

## Descrizione
Quinta traccia del disco, Herd Culling affronta il tema della paranoia nell'età moderna. Come spiegato dal frontman Steven Wilson si tratta dell'ultimo brano composto per il disco nonché l'unico scritto da tutti e tre i componenti del gruppo:

Barbieri, riguardo alla genesi del brano, ha spiegato che inizialmente si trattava di una composizione realizzata da Wilson e Garrison sulla quale ha aggiunto successivamente una sezione di circa due minuti posta al suo termine:

## Promozione
La versione pubblicata come singolo rappresenta una versione ridotta di tre minuti e mezzo, riguardo al quale Wilson ha ritenuto funzionare «abbastanza bene anche come pezzo strutturato in modo più convenzionale» in quanto la versione presente nell'album si caratterizza per svariate sezioni differenti.

## Video musicale
Dopo aver diffuso un lyric video nello stesso giorno di pubblicazione del singolo, il 1º settembre 2022 il gruppo ha reso disponibile il video ufficiale, diretto Miles Skarin della Crystal Spotlight, che lo ha animato insieme a Martin Matus Davis e Jack Hubbard. Il filmato ruota attorno alle teorie del complotto intorno all'area dello Skinwalker Ranch, con scene che si alternano tra la proprietà e un lupo nero chiamato Tarquin, omaggio al primo demo del gruppo.

## Tracce
Testi e musiche di Richard Barbieri, Gavin Harrison e Steven Wilson.
1. Herd Culling (Edit) – 3:32

## Formazione
Gruppo
- Richard Barbieri – tastiera, sintetizzatore
- Gavin Harrison – batteria, percussioni
- Steven Wilson – voce, chitarra, basso, tastiera

Produzione
- Richard Barbieri – produzione
- Gavin Harrison – produzione, missaggio batteria
- Steven Wilson – produzione, missaggio
- Paul Stacey – registrazione aggiuntiva della chitarra
- Ed Scull – ingegneria del suono